# كريستوف فانديفال
كريستوف فانديفال (بالفرنسية: Kristof Vandewalle)‏ مواليد 5 أبريل 1985 في بلجيكا، هو دراج بلجيكي في صنف سباق الدراجات على الطريق.

## سباقات أو مراحل فاز بها
- بطولة العالم لسباق الدراجات على الطريق

## الميداليات
| الميدالية | المسابقة                                    |
| --------- | ------------------------------------------- |
| ذهبية     | بطولة العالم لسباق الدراجات على الطريق 2012 |
| ذهبية     | بطولة العالم لسباق الدراجات على الطريق 2013 |

## روابط خارجية
- كريستوف فانديفال على موقع الاتحاد الدولي للدراجات (الإنجليزية)
- كريستوف فانديفال على موقع أرشيف الدراجات (الإنجليزية)
- كريستوف فانديفال على موقع إحصائيات الدراجات الإحترافية (الإنجليزية)
- كريستوف فانديفال على موقع نسبة الدراجات (الإنجليزية)
- كريستوف فانديفال على موقع CycleBase (الإنجليزية)